# Décembre 1890

## Événements
- 5 décembre : le parti travailliste libéral bat les conservateurs aux élections générales en Nouvelle-Zélande. John Ballance forme un gouvernent libéral le 24 janvier. Pendant plus de vingt ans, les éléments progressistes contrôleront la vie politique néo-zélandaise.
- 7 décembre : le parti ouvrier devient le Parti social-démocrate hongrois.
- 26 décembre : Frederick Lugard, agent de l’Imperial British East Africa Company, est nommé administrateur militaire au Bouganda (fin en 1892). Il impose un protectorat britannique sur le Bouganda (Ouganda) à la suite des accords germano-anglais de Heligoland-Zanzibar. Au début de l’année, catholiques et protestants se sont unis pour chasser du royaume le roi Kalema (en) et les Arabes et rétablir Mwanga, en exil depuis 1888.
  - Frederick Lugard constitue les Uganda Rifles, troupes composées en majorité de Khartoumiens.
- 29 décembre : massacre de Wounded Knee.

## Naissances
- 5 décembre : Fritz Lang, réalisateur et scénariste allemand († 2 août 1976).
- 7 décembre : Jean Tousseul, écrivain belge d'expression française († 9 février 1944).
- 10 décembre : Byron Ingemar Johnson, premier ministre de la Colombie-Britannique.
- 11 décembre : Carlos Gardel, chanteur de tango († 24 juin 1935).
- 12 décembre : Kazimierz Ajdukiewicz, philosophe polonais († 12 avril 1963).
- 15 décembre : Federico Callori di Vignale, cardinal italien de la Curie romaine († 10 août 1971).
- 17 décembre : Osawa Gakiu, peintre japonais († 12 septembre 1953).
- 27 décembre : Jean Rossius, coureur cycliste belge († 2 mai 1966).
- 28 décembre : Berthe Kolochine-Erber, biologiste française († 10 juin 1968).
- 30 décembre : Adolfo Ruiz Cortines, président du Mexique, entre 1952 et 1958.

## Décès
- 15 décembre : Sitting Bull, chef Sioux, au cours de son arrestation (° v. 1834).
- 19 décembre :
  - Zénaïde Fleuriot, écrivain français (° 1829).
  - César De Paepe, homme politique belge (° 12 juillet 1841).
- 26 décembre : Heinrich Schliemann, archéologue allemand (° 6 janvier 1822).